# Stationsweg 16 (Soest)
Stationsweg 16 is een gemeentelijk monument in de gemeente Soest in de provincie Utrecht.
Het huis werd in 1904 gebouwd naar een ontwerp van architect H.M. Nieuwenhuijsen. 
Het afgeplatte schilddak steekt een eind over. Haaks op dit dak is aan de voorzijde een zadeldak gemaakt dat boven het gewone dak uitsteekt. In deze gevel bevindt zich een balkon met balustrade. Op de afgeschuinde linkerhoek staat een houten torenachtige erker van twee verdiepingen. De toegangsdeur is in de rechtergevel geplaatst. De stenen aanbouw met balkon aan de linkergevel was bij de bouw nog een houten serre.